# Bâtiment 14 du Kremlin
Le bâtiment 14 du Kremlin (russe : 14-й корпус, Tchetyrnadtsaty korpus) est un bâtiment administratif qui se situait entre la tour Spasskaya (en) et le palais du Sénat dans l'enceinte du Kremlin à Moscou. Le bâtiment fait face au jardin Taïnitski. Construit en 1934 et détruit en 2016, il a tout d'abord abrité le Soviet suprême de l'Union soviétique.

## Histoire
Le bâtiment est construit entre 1932 et 1934, à l'emplacement du monastère des Miracles, du monastère de l'Ascension et du petit palais de Nicolas Ier. Il est le premier bâtiment à être construit dans l'enceinte du Kremlin après la révolution de 1917 et le seul, jusqu'en 1959, date de construction du palais des Congrès. Le projet de ce bâtiment administratif est dirigé par l'architecte Ivan Rerberg (en).
Initialement, le bâtiment 14 abritait la première école militaire soviétique du haut commandement des armées moscovites, transférée ensuite à Lefortovo en 1935.
En 1938, on y installe le Secrétariat du Soviet suprême de l'Union soviétique ainsi que la délégation du commandement du Kremlin.
En 1958, l'intérieur est reconstruit pour y installer au sous-sol le théâtre du Kremlin, conçu pour accueillir 1200 sièges. Le théâtre ferme en 1961 en raison de son inaptitude à accueillir assez de personnes lors des grands événements.
En juillet 1991, le président soviétique Mikhaïl Gorbatchev fournit au président de la RSFSR, Boris Eltsine, quelques pièces au quatrième étage du bâtiment 14 du Kremlin. Eltsine commence à travailler dans ce bâtiment juste après avoir prêté serment devant le congrès des députés du peuple, le 10 juillet 1991. Mais le lieu de travail principal du président Eltsine reste quand même la Maison Blanche de Moscou jusqu'au 19 août 1991, date du putsch de Moscou. Après ce coup d'État manqué, Eltsine et ses associés ne quittent plus le Kremlin.
Jusqu'en 1991, le bâtiment est occupé pour les réunions des chambres du Soviet suprême de l'Union soviétique. Après l'effondrement de l'URSS, la conférence de presse annuelle du Président de la fédération de Russie se passe dans l'ancienne salle de conférence jusqu'en 2008. Jusqu'en 2012, le bâtiment abrite certaines unités de l'administration présidentielle de la Russie, y compris le service de presse, le bureau de commandement du Kremlin ou encore la délégation de la politique étrangère. Le bâtiment possède également un deuxième bureau pour le président russe. En 2012, des travaux de restauration de l'édifice sont lancés mais en 2014, le président Poutine suggère de reconstruire les anciens bâtiments qui se trouvaient à son emplacement. La décision est donc prise de le démolir.
Depuis sa destruction totale en 2016, le bâtiment a été remplacé par un square.

Les monuments détruits pour faire place à la construction du bâtiment 14
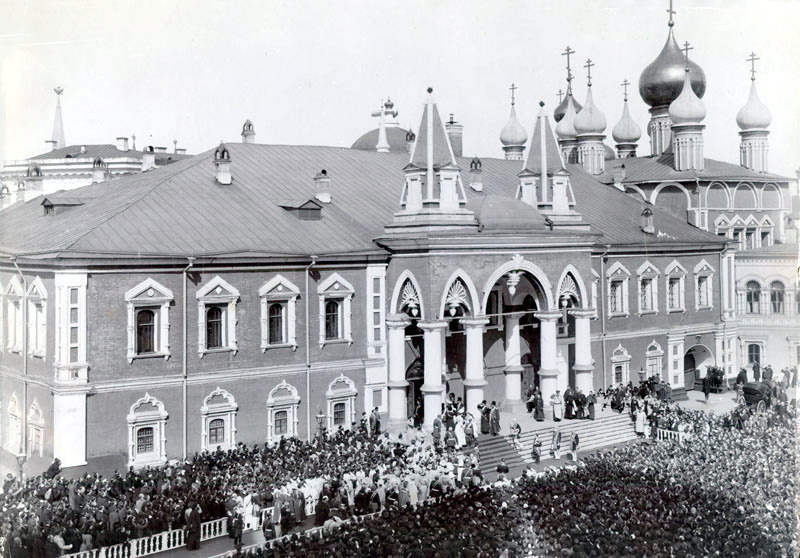
Le Monastère des Miracles.
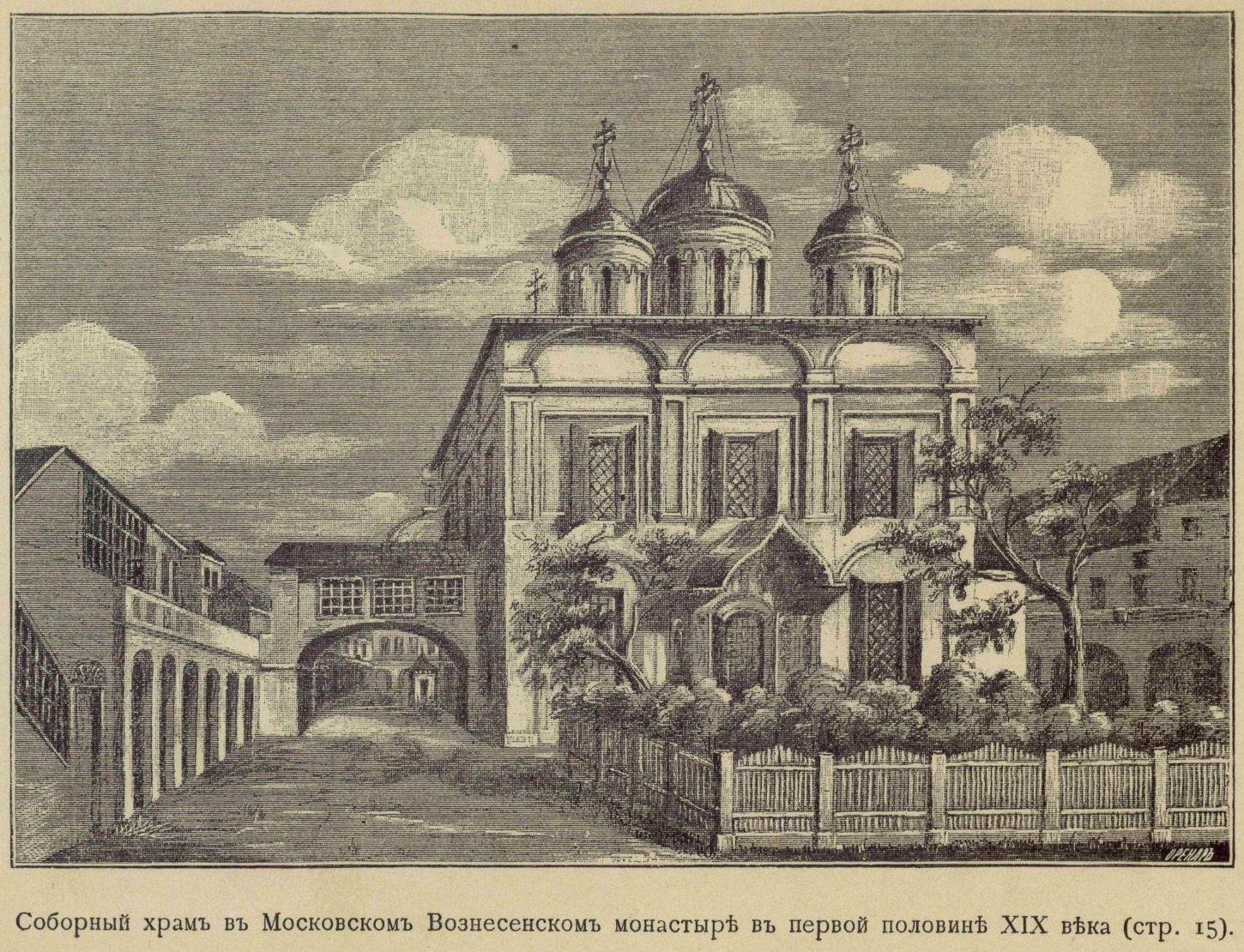
Le Monastère de l'Ascension (1588).
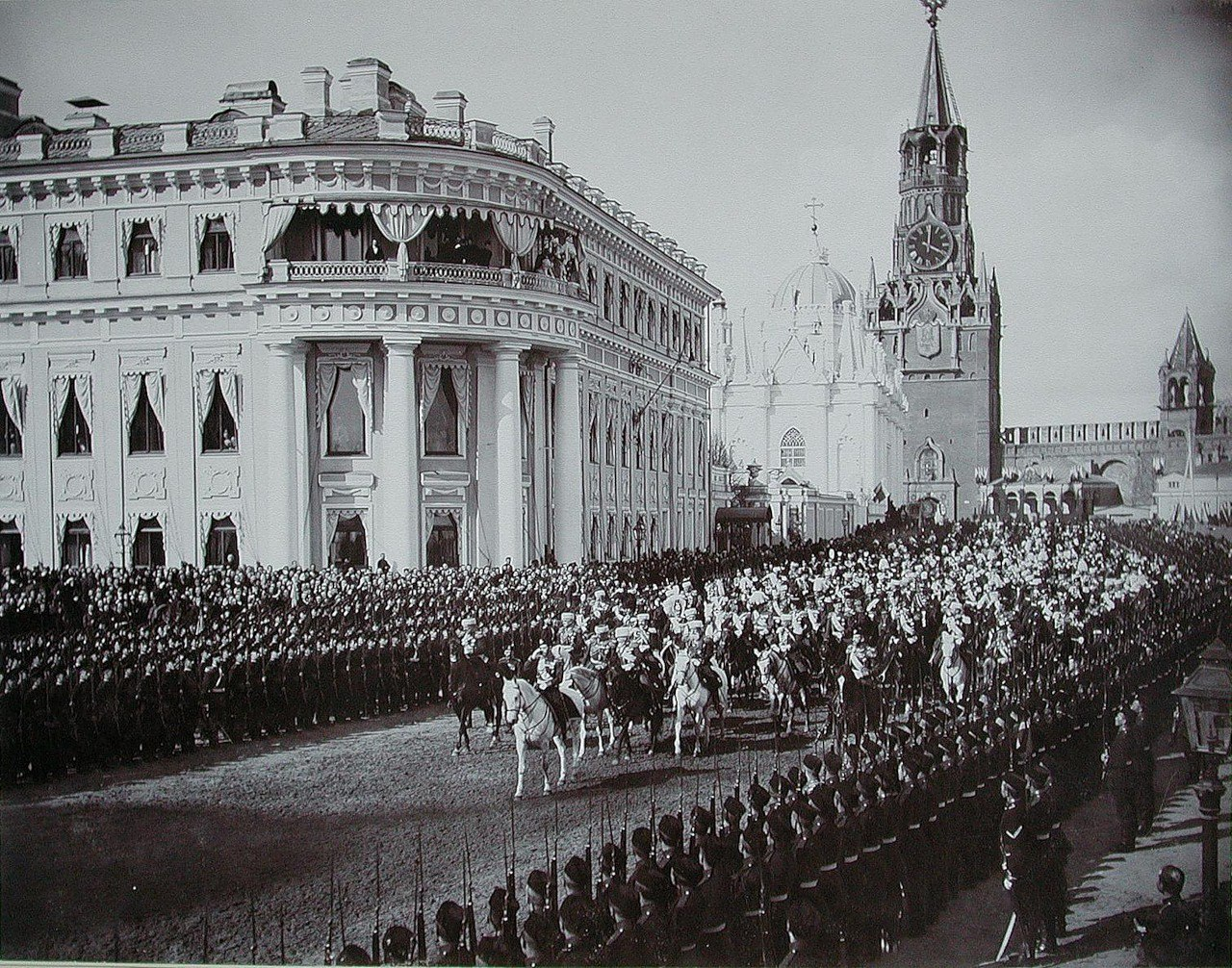
Le petit palais de Nicolas Ier (1896).

## Architecture

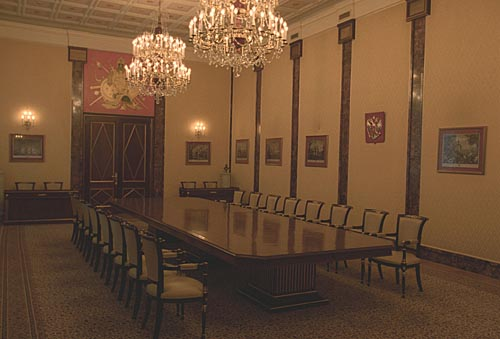
Photographie représentant l'intérieur d'une des salles du bâtiment 14, photographie prise par le bureau de presse et d'information présidentiel, 2009.

Le bâtiment dispose d'un plan architectural complexe, ayant la forme d'un trident dirigé vers le Sénat. Son architecture est du style néo-classique des années 1930-1940.
La façade principale, faisant face à la rivière Moskova, est symétrique, son centre est habillé d'une partie avancée formant un portique à huit colonnes de style ionique. Le bâtiment a la même hauteur que le Sénat et est approximativement de la même échelle de composition architecturale, il ne rivalise pas avec les monuments historiques et ne dénature pas l'ensemble. Cependant, les formes architecturales simplifiées des façades latérale soulignent une certaine monotonie en comparaison aux autres constructions du Kremlin.
Le bâtiment 14 se compose d'espaces d'accueil (et de réception) et de bureaux administratifs. La partie avant comprend un hall d'accueil, un hall principal, une salle de conférence (salle centrale du bâtiment), des salles de consultations, une antichambre, une salle de réception, une salle d'audience et un bureau de travail d'appoint pour le président.
À côté des espaces de travail du bâtiment 14 est accolé le Hall de Marbre, où, jusqu'en avril 2007, le président faisait son discours annuel à l'Assemblée fédérale de la fédération de Russie.
En milieu des années 1990, le moulage représentant le blason de l'URSS est démonté afin de le remplacer plus tard par un aigle bicéphale doré.
Le 4 novembre 2009, une plaque commémorative du Monastère des Miracles, détruit à cet endroit en 1929, est apposé sur un des murs du bâtiment 14 du Kremlin.

## Démolition

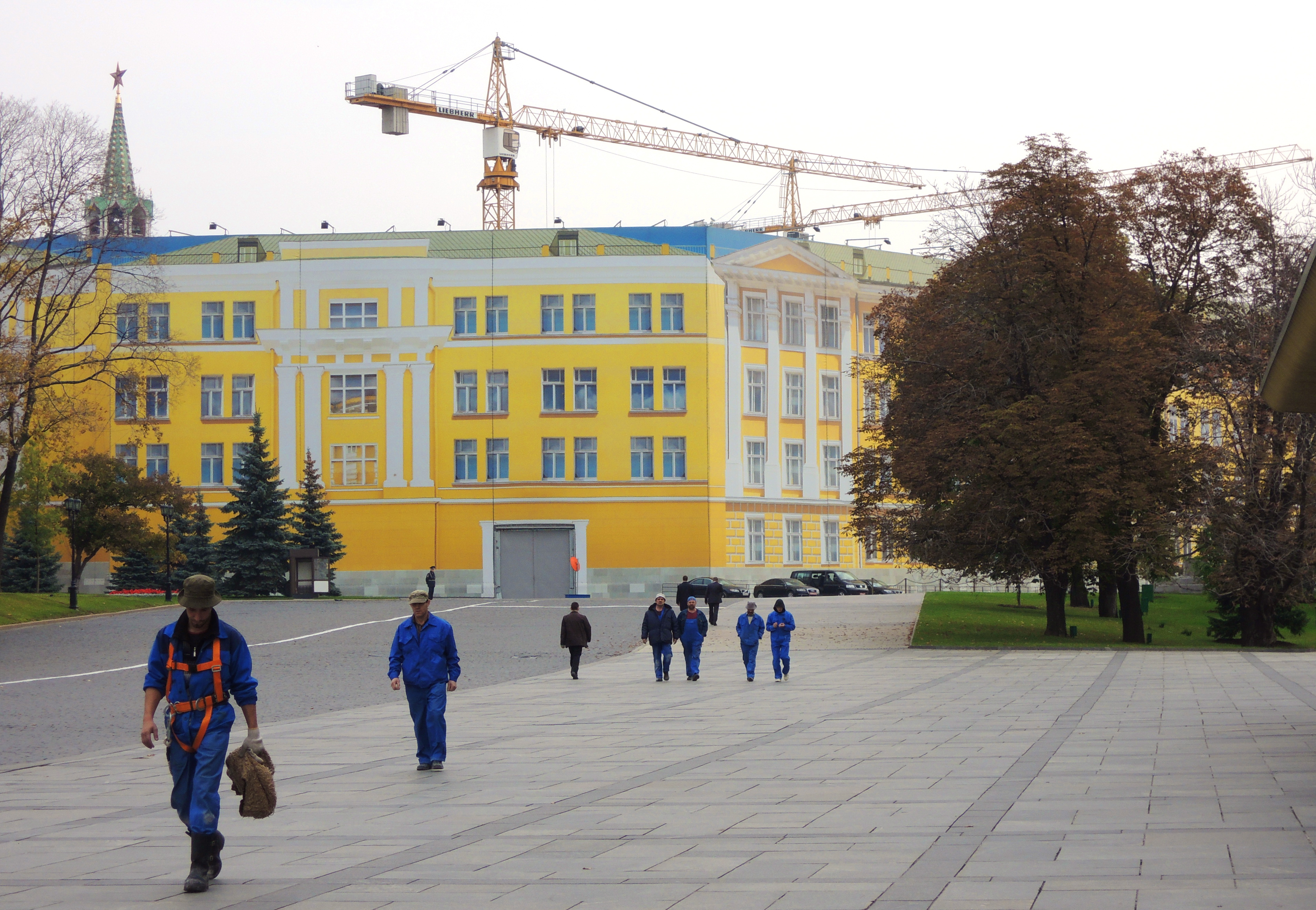
Le bâtiment 14 du Kremlin en cours de restauration, recouvert d'une toile de 20 mètres de haut.

Pendant plusieurs années, le bâtiment est caché de la vue des visiteurs du Kremlin par une toile le recouvrant. En novembre 2015, la démolition du bâtiment est décidée et dure sept mois. Un parc est inauguré à son emplacement le 10 mai 2016.

## Faits intéressants

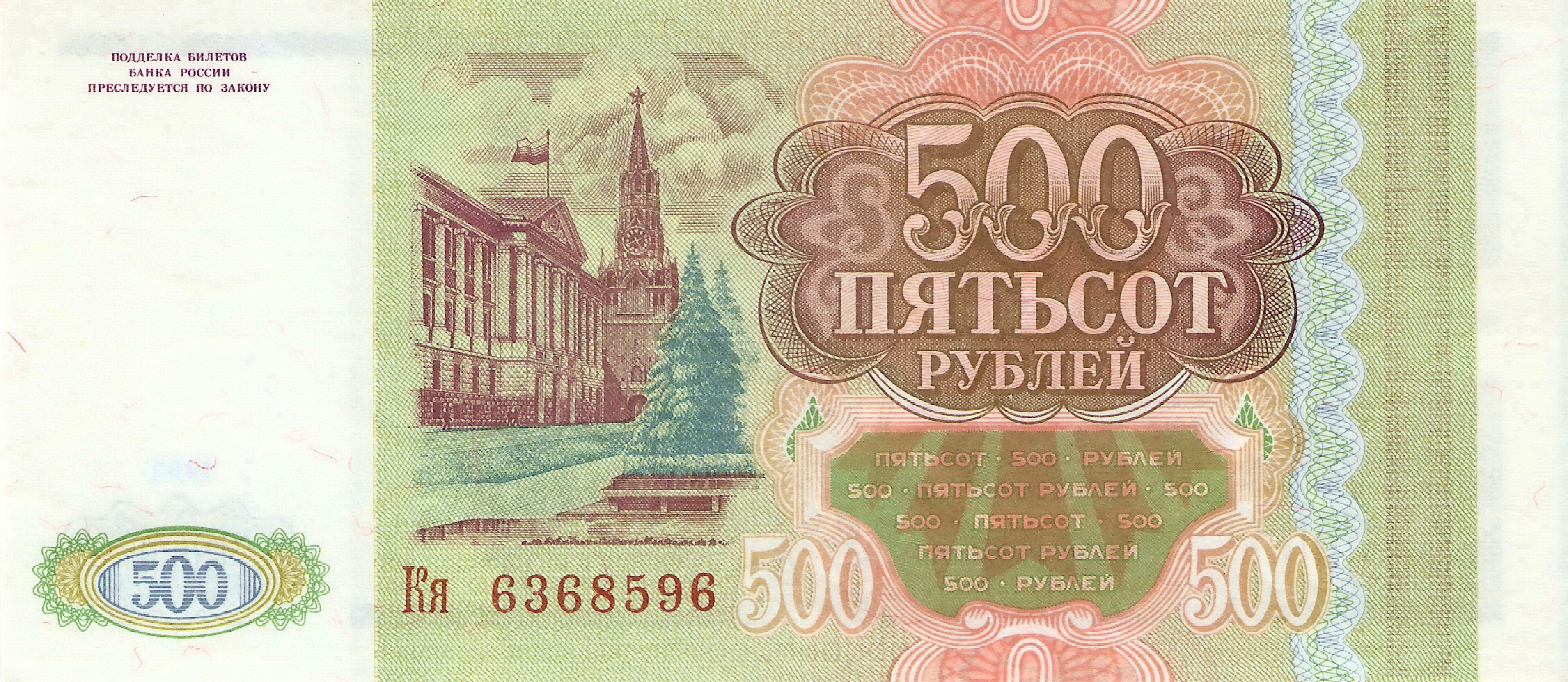
Arrière du billet de 500 roubles de 1993 représentant le bâtiment 14 du Kremlin.

Le bâtiment 14 du Kremlin a été représenté sur les billets de la Banque d'État de l'URSS en 1991 et 1992 puis la Banque centrale de Russie l'a remis en 1993 sur les billets de 500 roubles (côté verso).